# Schiedamse Voetbal Vereniging
Le Schiedamse Voetbal Vereniging ou SVV est un club néerlandais de football basé à Schiedam.  

## Historique
Le club est fondé en 1904 sous le nom d'Excelsior.  
Le SVV remporte le Championnat des Pays-Bas de football 1948-1949. Le club disparaît en 1991, en fusionnant avec Dordrecht'90 pour former SVV/Dordrecht'90, qui deviendra plus tard le FC Dordrecht. Les amateurs ont continué comme SVV, depuis 1997 avec le SMC, lui aussi de Schiedam, comme SVVSMC. Depuis 2011 le club s'appelle de nouveau SVV.

## Palmarès
- Championnat des Pays-Bas de football (1)
  - Champion : 1949

- Supercoupe des Pays-Bas de football (1)
  - Vainqueur : 1949